# (100021) 1990 QV7
(100021) 1990 QV7 es un asteroide perteneciente al cinturón de asteroides, descubierto el 16 de agosto de 1990 por Eric Walter Elst desde el Observatorio de La Silla, Chile.